# Anandians Chess Club
Anandians Chess Club – lankijski klub szachowy z siedzibą w Kolombo, mistrz kraju z 2017 roku.

## Historia
Klub powstał w 2015 roku. Wówczas zainaugurował starty w mistrzostwach kraju, rozpoczynając od B Division. W 2016 roku klub zadebiutował w Super League. Uzyskano wówczas trzecie miejsce, ulegając jedynie Fischer Chess Club i Navy Chess Club. W sezonie 2017 klub zdobył mistrzostwo kraju, wyprzedzając o sześć punktów drugi Maroons Chess Club. Czołowym zawodnikiem klubu był wówczas mistrz międzynarodowy, Himal Gusain. Rok później klub zajął trzecie miejsce w Super League. W 2021 roku klub zdobył wicemistrzostwo kraju, kończąc rozgrywki jedynie za University of Sri Jayewardenepura. W kolejnym roku ponownie uzyskano wicemistrzostwo, ulegając jedynie Super Knights Chess Club. Sezon 2024 klub zakończył zajęciem trzeciego miejsca w lidze krajowej.